# Germania (personificación)

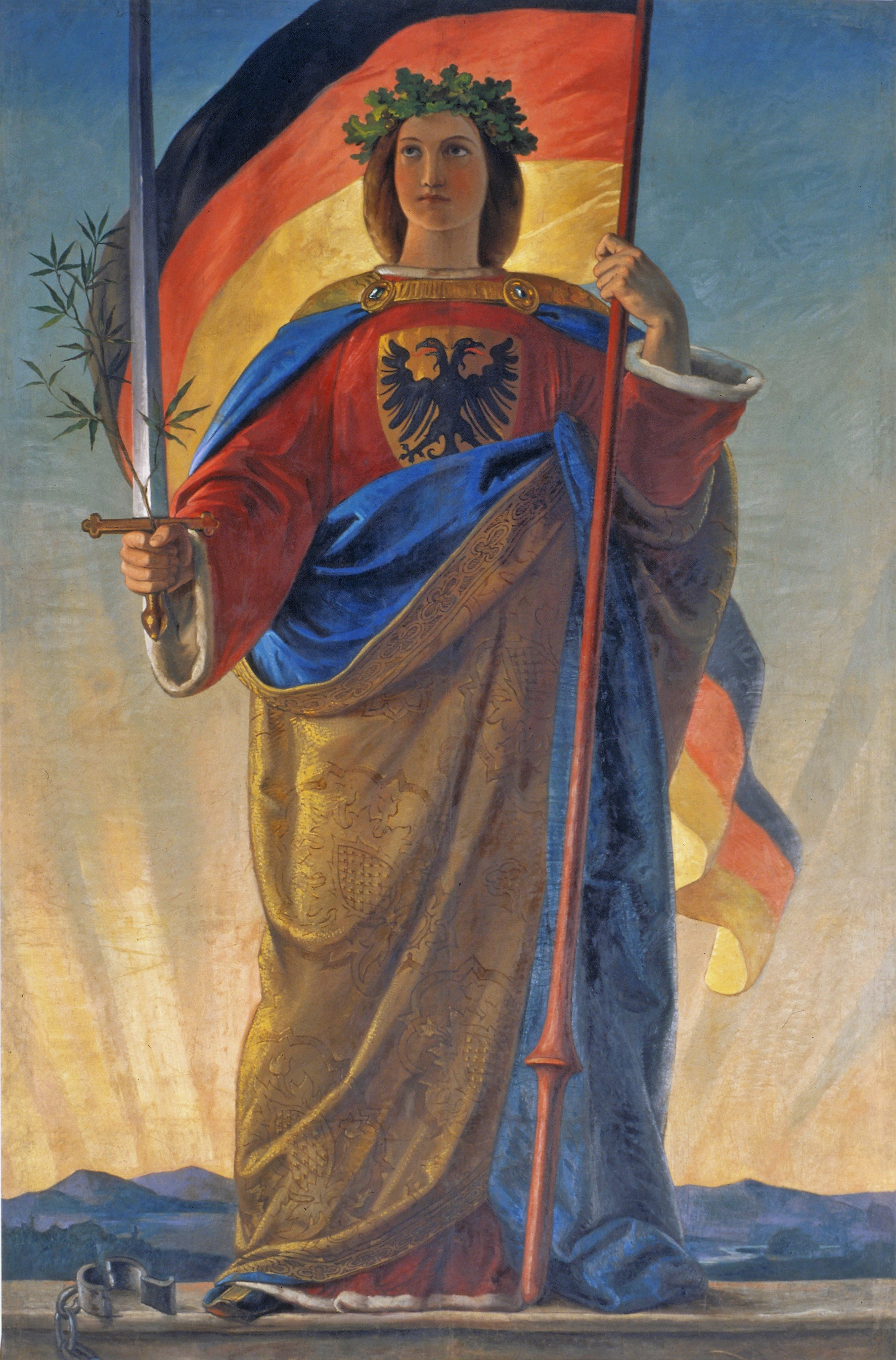
Germania (1848) en la Paulskirche de Fráncfort.

Germania es la personificación nacional de Alemania. Comúnmente se la asocia con el Romanticismo y las Revoluciones de 1848, a pesar de que la figura fue más tarde utilizada también por la Alemania Imperial. Se la suele representar blandiendo Joyeuse, la espada de Carlomagno, y en ocasiones también la corona imperial del Sacro Imperio Romano. Por lo general lleva puesta una armadura con un escudo de estilo medieval y tiene una larga melena de color rubio rojizo. En el escudo aparece a menudo la imagen de un águila bicéfala sobre un campo dorado.
En imágenes anteriores a 1871, suele portar la bandera negra, roja y dorada, como la del actual estado alemán. Por el contrario, en imágenes posteriores a 1871, lleva la negra, blanca y roja del Imperio Alemán.
En el video musical de la canción Deutschland de Rammstein de 2019, Germania es representada por la actriz Ruby Commey.

## Antigua Roma

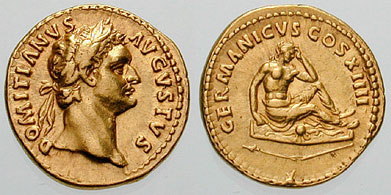
Áureo de Domiciano. Germania aparece en el anverso en posición sedente sobre su escudo y con una lanza rota.

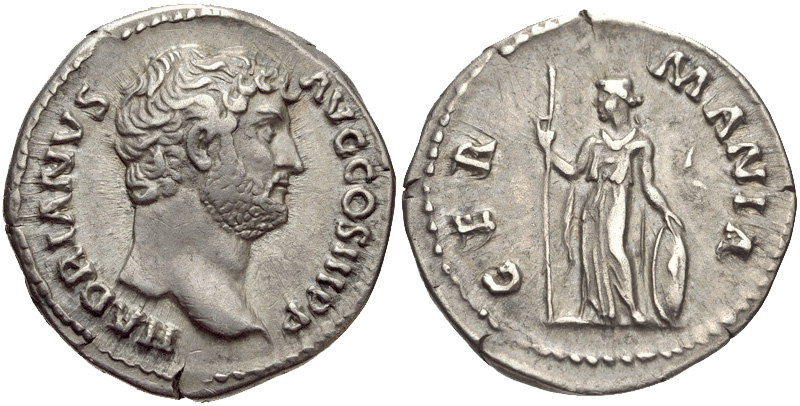
Denario de Adriano donde aparece Germania sin ningún atributo de haber sido derrotada.

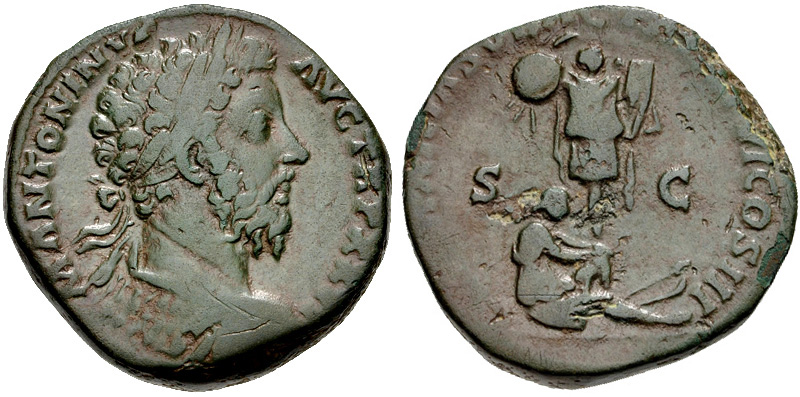
Sestercio de Marco Aurelio. Germania aparece derrotada a los pies de un Tropaion.

La representación de dioses romanos en estatuas, relieves y monedas era muy común hasta la llegada del cristianismo. Las personificaciones de las provincias romanas surgieron de esto mismo y se las diferencia mediante inscripciones o atributos típicos de la provincia, como puede ser la ropa o el peinado. En muchos casos no es posible la identificación de tales figuras porque faltan inscripciones que se conserven. Las monedas, que eran siempre fechadas en su acuñado facilitan la identificación de cuando Germania apareció como alegoría y cómo se representaba.

### Estatuas y relieves
La estatua de mármol La bárbara afligida que ha estado en la colección de antigüedades de la familia della Valle en Roma desde principios del siglo XVI y se ha exhibido en Florencia en la Loggia dei Lanzi desde el siglo XVIII, se ha utilizado, aunque sin pruebas, como la representación del personaje histórico de Thusnelda  porque la ropa corresponde a la descripción de las mujeres germánicas que Tácito dejó en su libro Germania y la estatua se asemeja a las mujeres alemanas que aparecen en los relieves de Columna de Marco Aurelio en el Arco de Constantino en Roma y en las monedas acuñadas por Adriano y Marco Aurelio.

### Numismática
Conmemorar victorias y conquistas romanas en monedas ha sido común durante siglos y las representaciones han sido variadas. La imagen del propio gobernante, que de todos modos se usaba como imagen de moneda, con una inscripción que aludía al evento, era la forma más simple, también acompañada de deidades como la diosa de la Victoria. Posteriormente se agregaron varios símbolos para representar al derrotado. Además, se mostraron armas típicas u otros objetos del oponente, como un tiara con la inscripción ARMENIA DEVICTA, animales exóticos como elefantes (África) o cocodrilos (Egipto) o también personificaciones derrotadas. Sila ya tenía una moneda de alrededor del 80 a. C. en la que aparecía la cabeza de una mujer con un gorro en forma de elefante que representaba a África. Esta moneda tenía la intención de conmemorar la victoria del general Pompeyo en el norte de África. En un denario Julio César (reg. 49–44 a. C.), los galos capturados con un Tropaion se representan con Gallia a ambos lados. Una moneda de cobre de Vespasiano (69–79) de 71 o 72 conmemoraba la conquista de Judea y la destrucción de Jerusalén. Muestra a una Judea de luto sentada debajo de una palmera datilera a la izquierda y a Vespasiano a la derecha con una lanza levantada, tan grande como la palmera, con el pie apoyado en un casco en el suelo, con la inscripción IUDAEA CAPTA. Otras variantes muestran a Judea en la misma pose, pero en lugar del emperador aparecen soldados capturados con lanzas y escudos tirados en el suelo.
En los denarios de oro del emperador Domiciano (81–96) se muestra una Germania en una pose degradante, con el torso desnudo, sentada afligida sobre su escudo y con una lanza rota. Esta impronta hace referencia a las victorias romanas sobre los Catos. Los denarios de oro con este motivo se acuñaron por primera vez en el 84 d. C. cuando Domiciano tomó el apodo de "Germanicus". Durante este tiempo, un motivo que representaba GERMANIA CAPTA en un sestercio como motivo, en el lado derecho del cual se mostraba a un prisionero de pie y a la izquierda una Germania sentada y afligida. La inscripción GERMANIA CAPTA y la representación están claramente inspiradas en las monedas Vespasianas con motivo de la subyugación de Judea. Otros motivos de Germania aparecen junto con Domiciano, a quien presenta su escudo como un signo de sumisión, o rodeado de lanzas y escudos en el suelo como símbolo de una feroz lucha.
Las representaciones de Germania cambian en los tiempos de Adriano (117–138). Germania aparece de pie con un escudo y una lanza, solo con la inscripción GERMANIA sin ninguna adición despectiva. Se conocen varias representaciones, incluso con el pecho descubierto, aunque no debe entenderse como un signo de humillación, sino como atributo. Tácito alrededor del 98 describe en su libro Germania la vestimenta de las tribus germánicas, en la cual ambos sexos llevaban capas sin mangas que no cubrían completamente el pecho. Este cambio con connotación positiva de otras personificaciones como Hispania, África y Asia, se debió al hecho de que el reinado de Adriano se caracterizó por el abandono generalizado de la acción militar y la retirada de las tropas romanas de algunos lugares del Imperio. Durante este período de paz, Adriano realizó varios viajes a las provincias, incluida Germania. Él entendió el Imperio Romano como una comunidad de provincias y regiones, las personificaciones de las áreas que visitó se convirtieron en los motivos para las monedas, sin que estas fueran usadas para celebrar las conquistas de Roma.
Bajo Marco Aurelio (161–180) y Cómodo (180–192), en honor de guerras marcomanas se acuñaron monedas donde aparecía representada Germania, donde aparecían inscritas con la inscripción GERMANIA SVBACTA. De nuevo aparecía sentada a los pies de un tropiaon derrotada, humillada y de luto, utilizada casi cien años antes bajo Domiciano.

## Edad Media

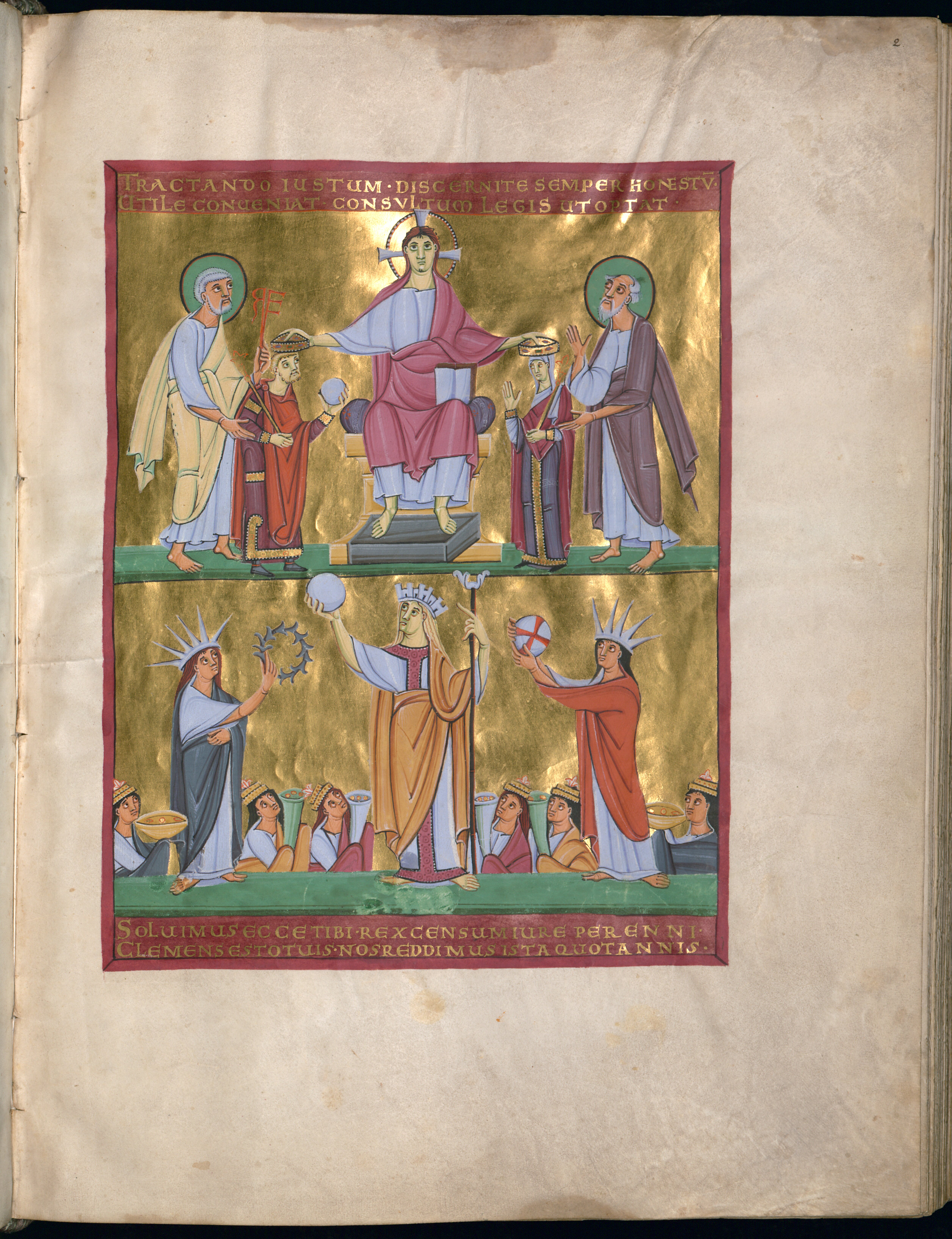
Germania con el orbe y el cetro (en la parte inferior central) en la Perícopa de Enrique II del año 1010.

La personificación de Germania para representar al Sacro Imperio Romano Germánico también se puede encontrar en la Edad Media, alrededor del año 1000 junto con Roma, Galia y Sclavinia en el Evangeliario de Otón III o junto con Roma y Galia en la perícopa de Enrique II.

## Edad Contemporánea

### Guerras napoleónicas

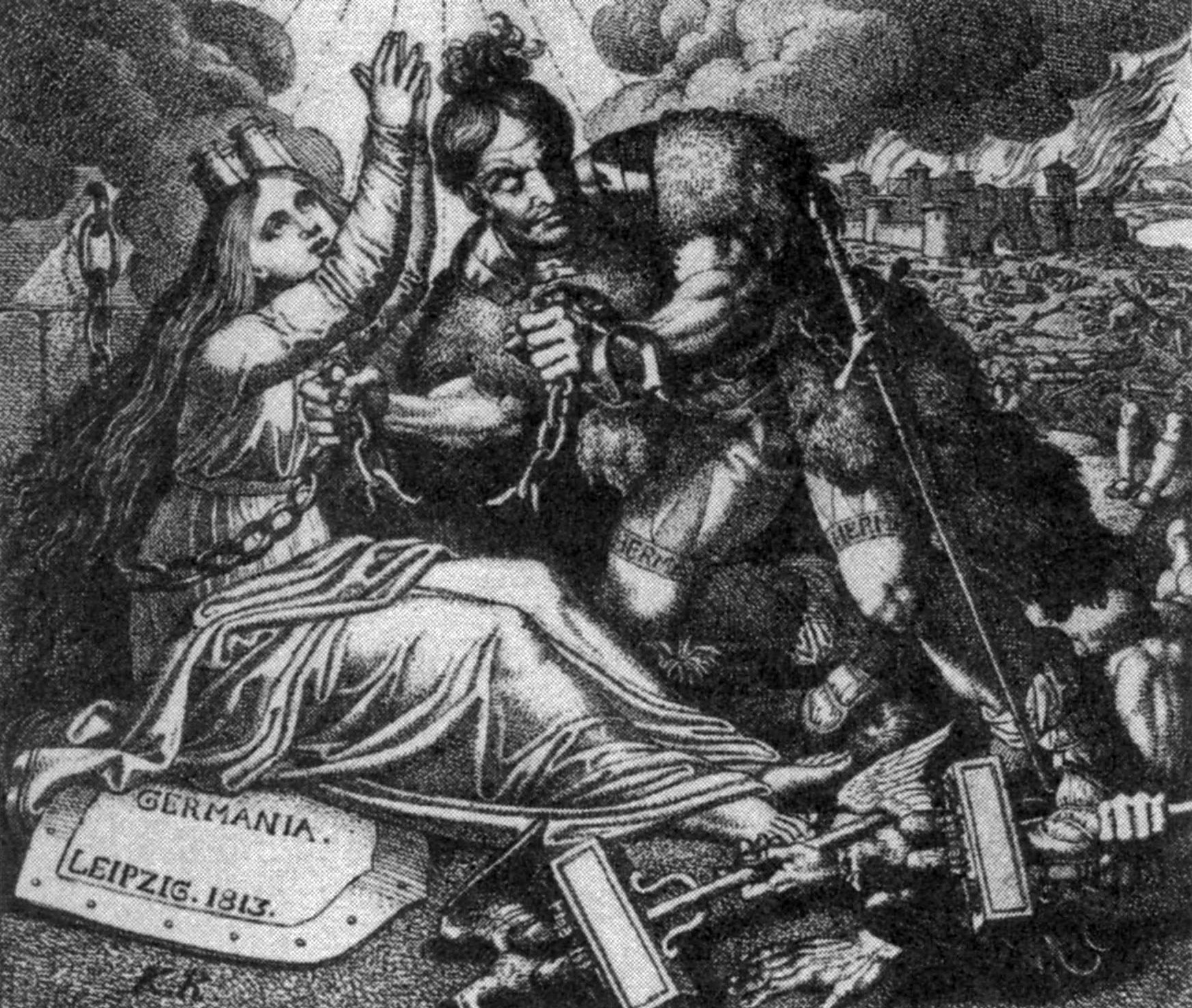
Hermann befreit Germania (Hermann liberando a Germania) ilustración de Karl Ruß de 1818.

A raíz de las guerras napoleónicas creció la importancia de Germania como personificación de Alemania, aunque en comparación con la francesa Marianne esta no tuvo una vinculación política con respecto al sistema de gobierno. Un ejemplo de esto es la ilustración Hermann befreit Germania (Hermann liberando a Germania) de Karl Ruß, una de las primeras representaciones pictóricas de Germania en el siglo XIX. Al referirse a la batalla de Leipzig  que puso fin al dominio de Napoleón sobre Europa que traza una línea histórica entre los antiguos teutones y los alemanes del siglo XIX. Aparece también un águila romana en el suelo representando a los romanos derrotados por Arminio relacionándolos con los invasores franceses que habían sido expulsados de Alemania unos años antes.

### Romanticismo y revolución

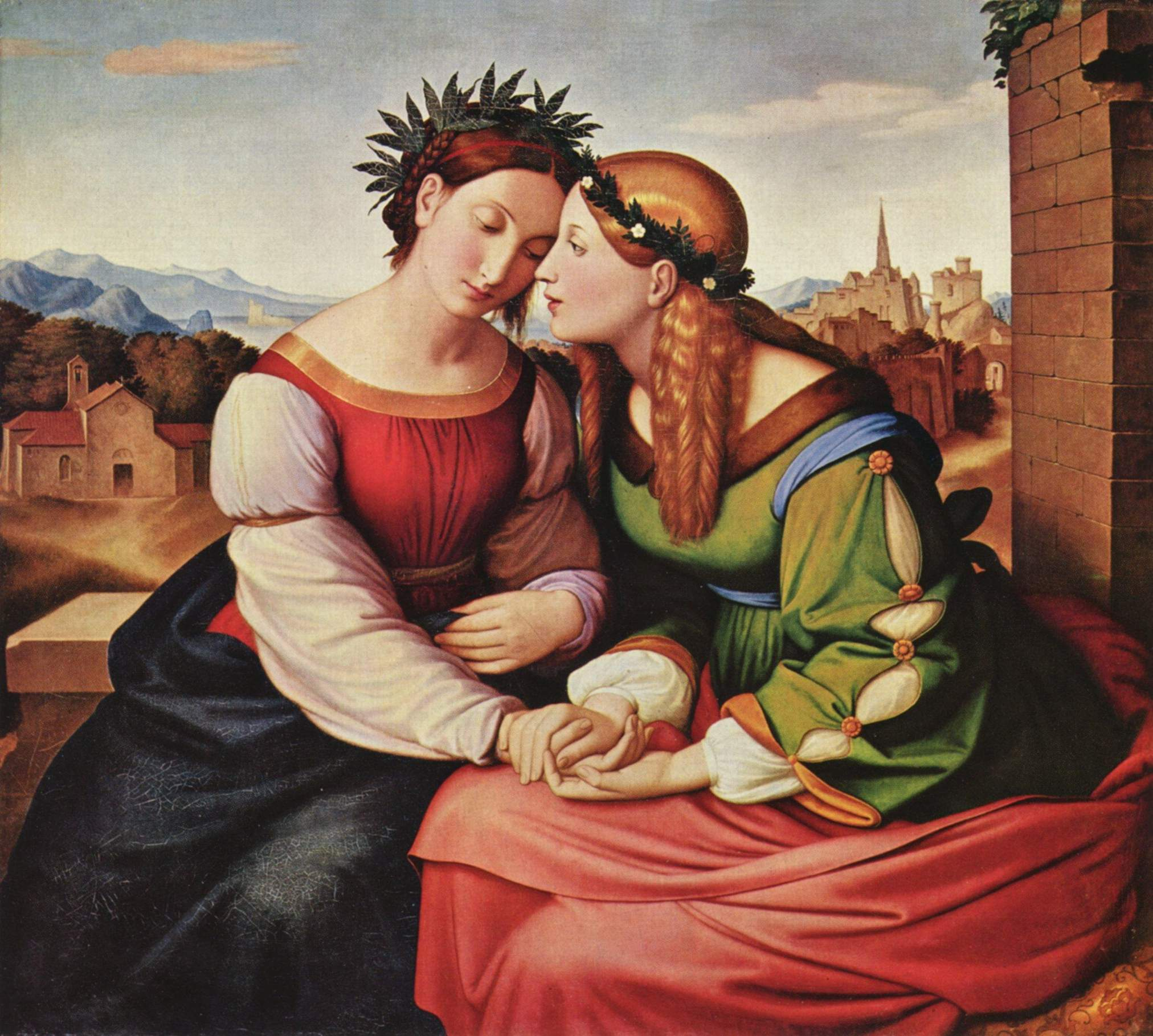
Italia und Germania de Friedrich Overbeck.

Al estilo de la pintura romántica de los nazarenos, el pintor Friedrich Overbeck creó la imagen Italia und Germania en 1828, recreando a dos chicas jóvenes: Italia y Alemania siendo amigables entre sí.
En la primera mitad del siglo XIX, los esfuerzos por unir a Alemania, que estaba dividida en diferentes estados, fueron de la mano de un aumento del nacionalismo alemán. El parlamento de Fráncfort se reunió en 1848 y 1849 bajo la pintura programática de la "Germania" en la Paulskirche, que porta una bandera negra, roja y dorada a su derecha y la espada imperial a su izquierda. Es similar a una representación de Philipp Veit de 1836: la hoja de roble coronada por Germania fue pintada sentada al pie de un roble, en conexión con símbolos como la Espada Imperial, el escudo de armas del Sacro Imperio Romano y el escudo de armas de los electores.
El pintor Christian Köhler utilizó los mismos atributo y otros nuevos para su Erwachende Germania (Alemania despierta) que creó en el espíritu del emergente romanticismo nacional alemán en 1849. Los motivos de imagen del nacionalismo alemán adquirieron más manifestaciones (líricas, musicales, pictóricas y escultóricas) a través de los continuos esfuerzos de unificación en los festivales de tiro, canto y gimnasia de las décadas de 1850 y 1860.

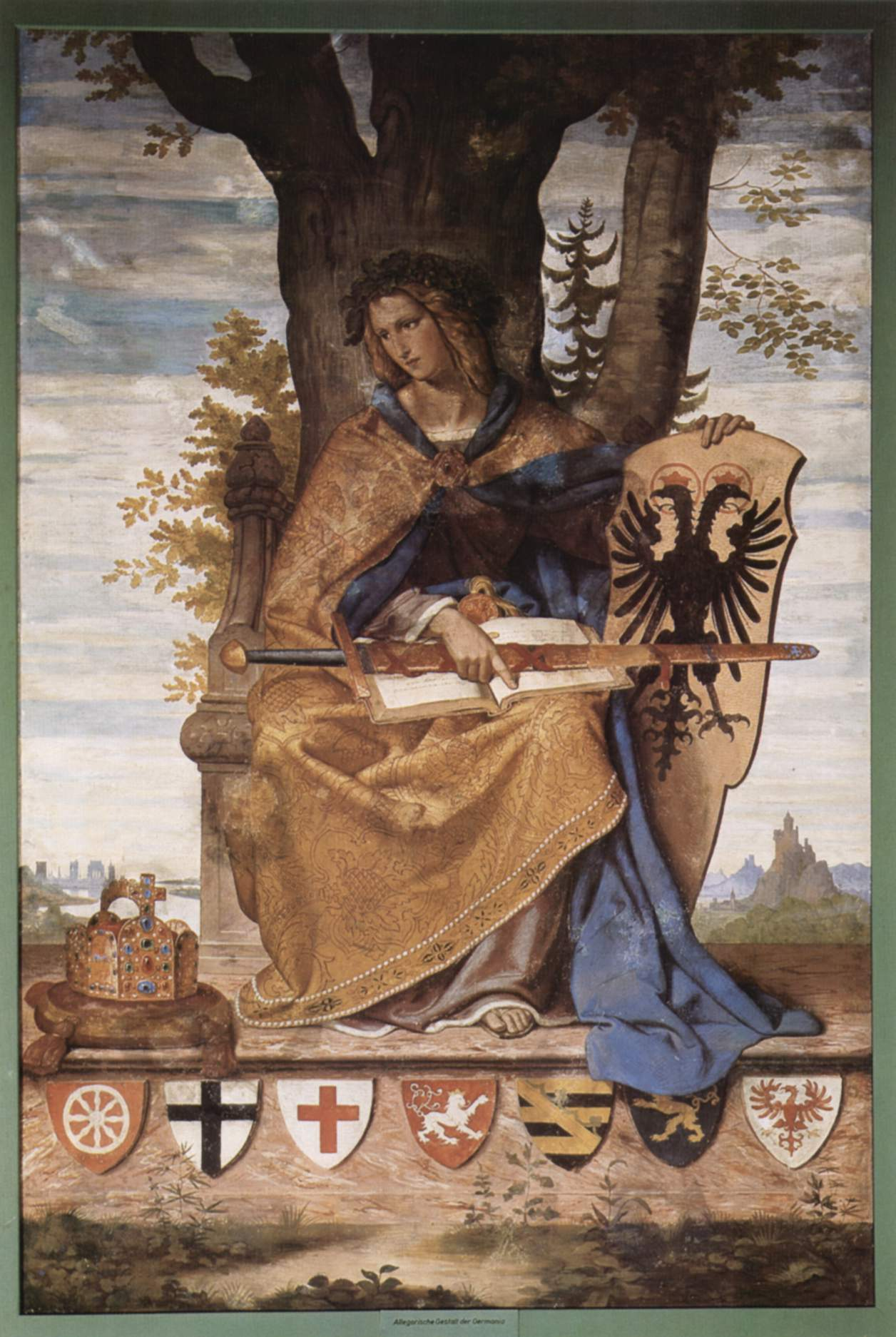
Germania, Mural de Philipp Veit (1834–1836).
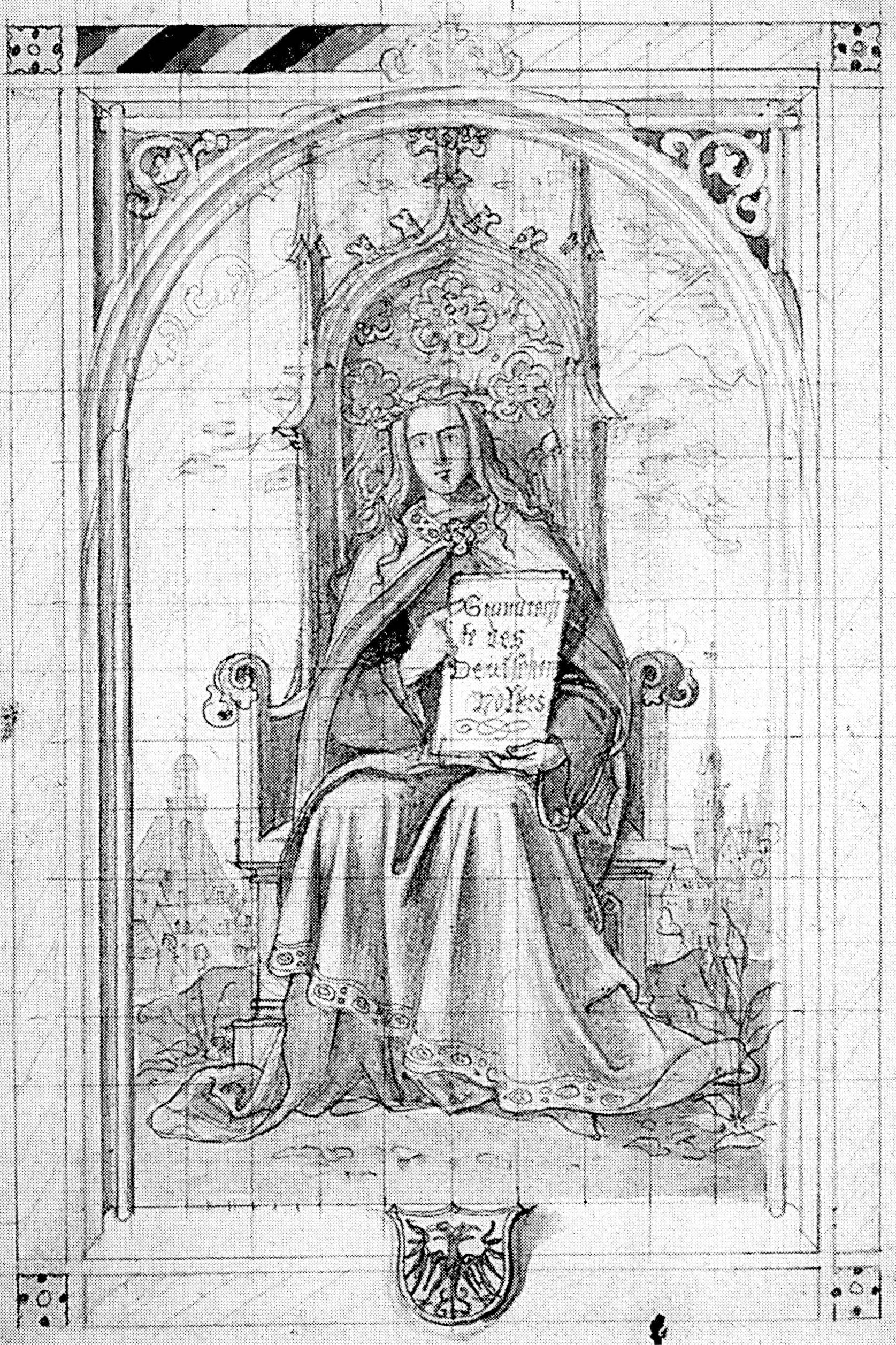
Germania esbozo de Karl Ballenberger del año 1848.
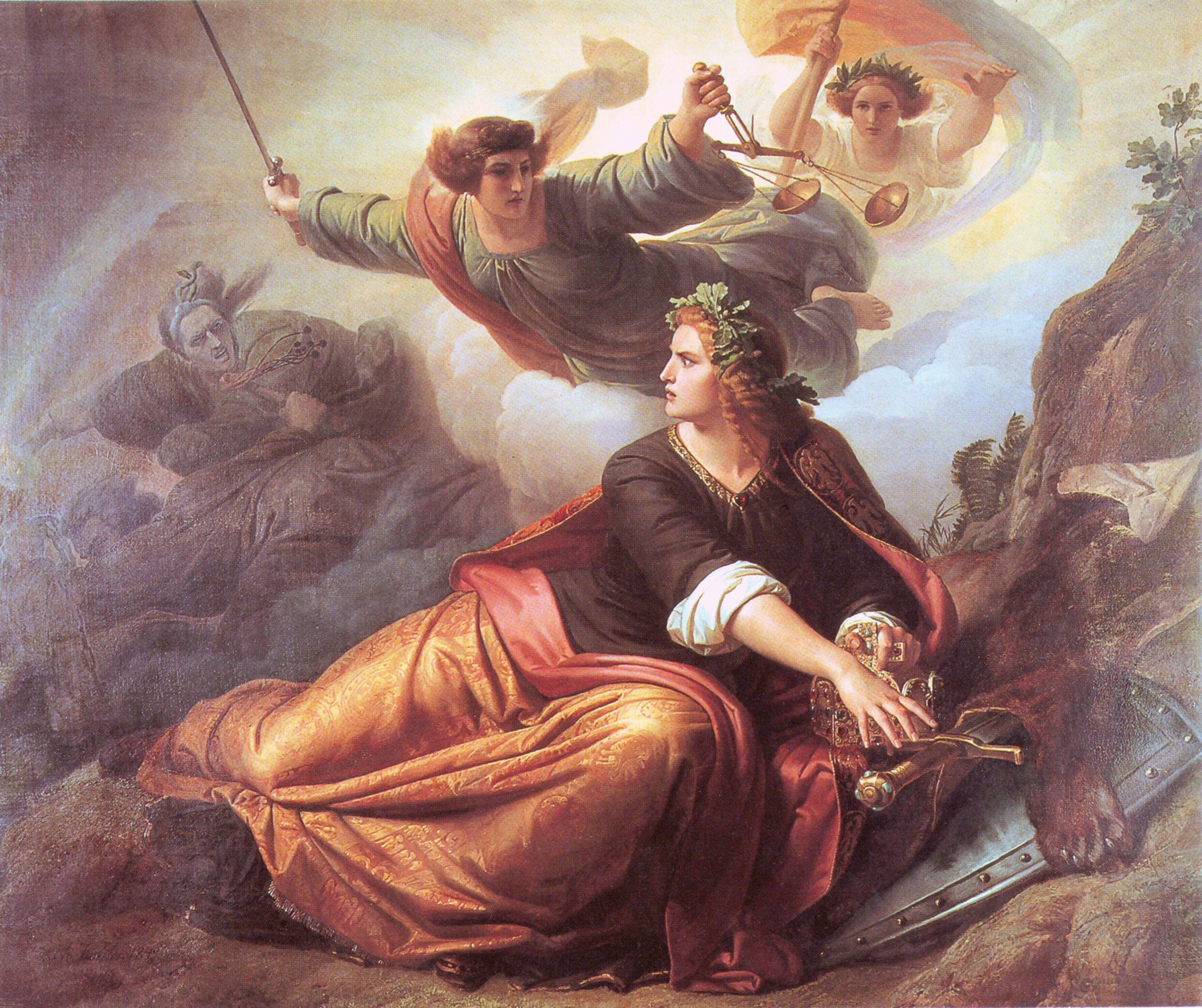
Erwachende Germania (Alemania despierta) de Christian Köhler, 1849: Los genios de la justicia y la libertad se le aparecen, mientras que la esclavitud y la discordia se sumergen en el abismo.

En Germania auf der Wacht am Rhein el pintor Lorenz Clasen creó una figura popular de una Germania influenciada por el romanticismo renano, que por primera vez representa a la alegoría con una actitud defensiva. En esta representación Germania aparece como una valquiria armada con una espada y un escudo de águila imperial que parece preparada para luchar poniendo su mirada hacia el oeste. El escudo de doble águila dice: Das deutsche Schwert beschützt den deutschen Rhein. (La espada alemana protege al Rin alemán). El motivo se reprodujo en numerosos grabados.

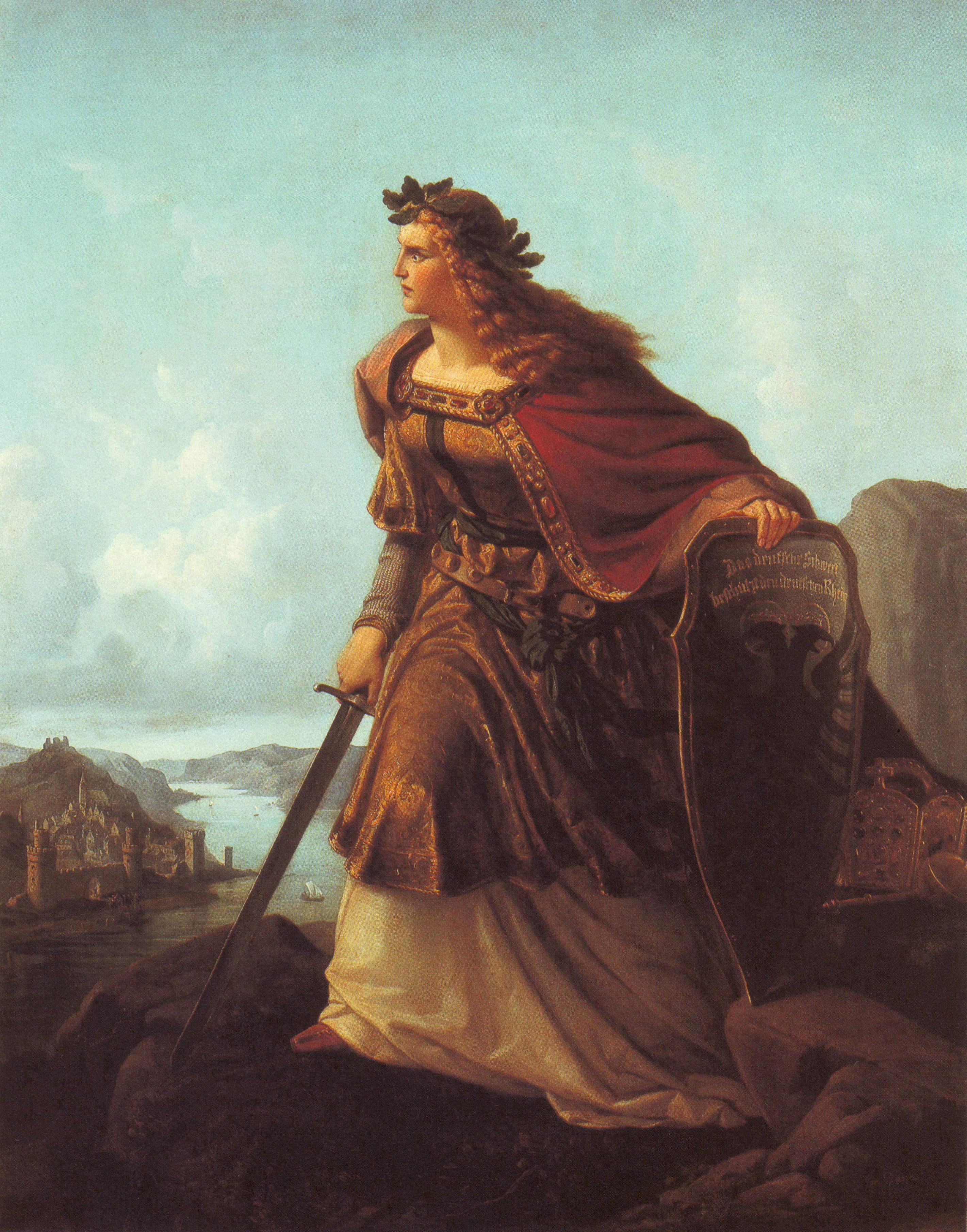
Germania auf der Wacht am Rhein de Lorenz Clasen (1860).
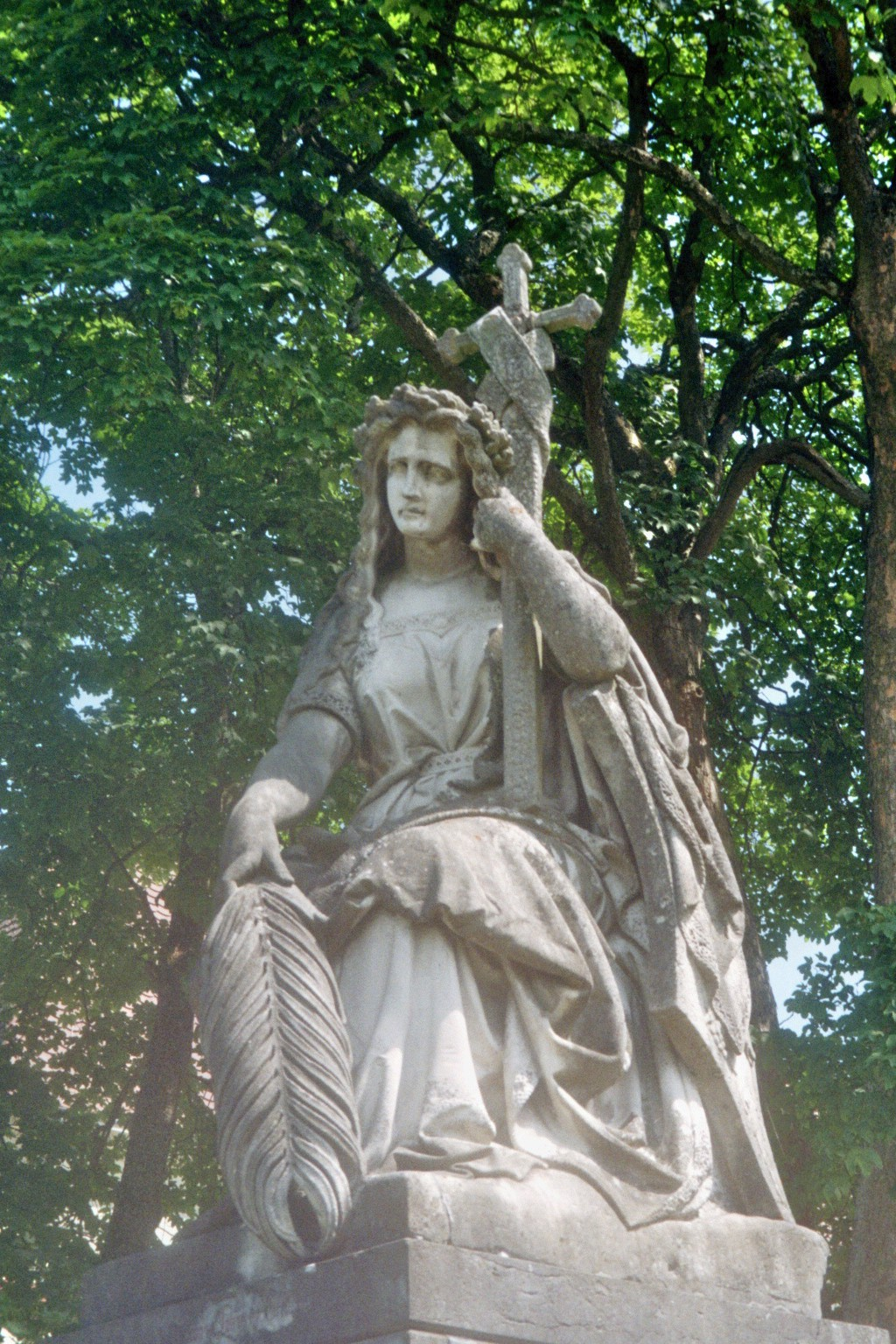
Estatua de Germania en Bad Kissingen de  Michael Arnold, 1867/1868: Gernania llora por las pérdidas de la batalla de Kissingen.

### Imperio alemán ysigloXX

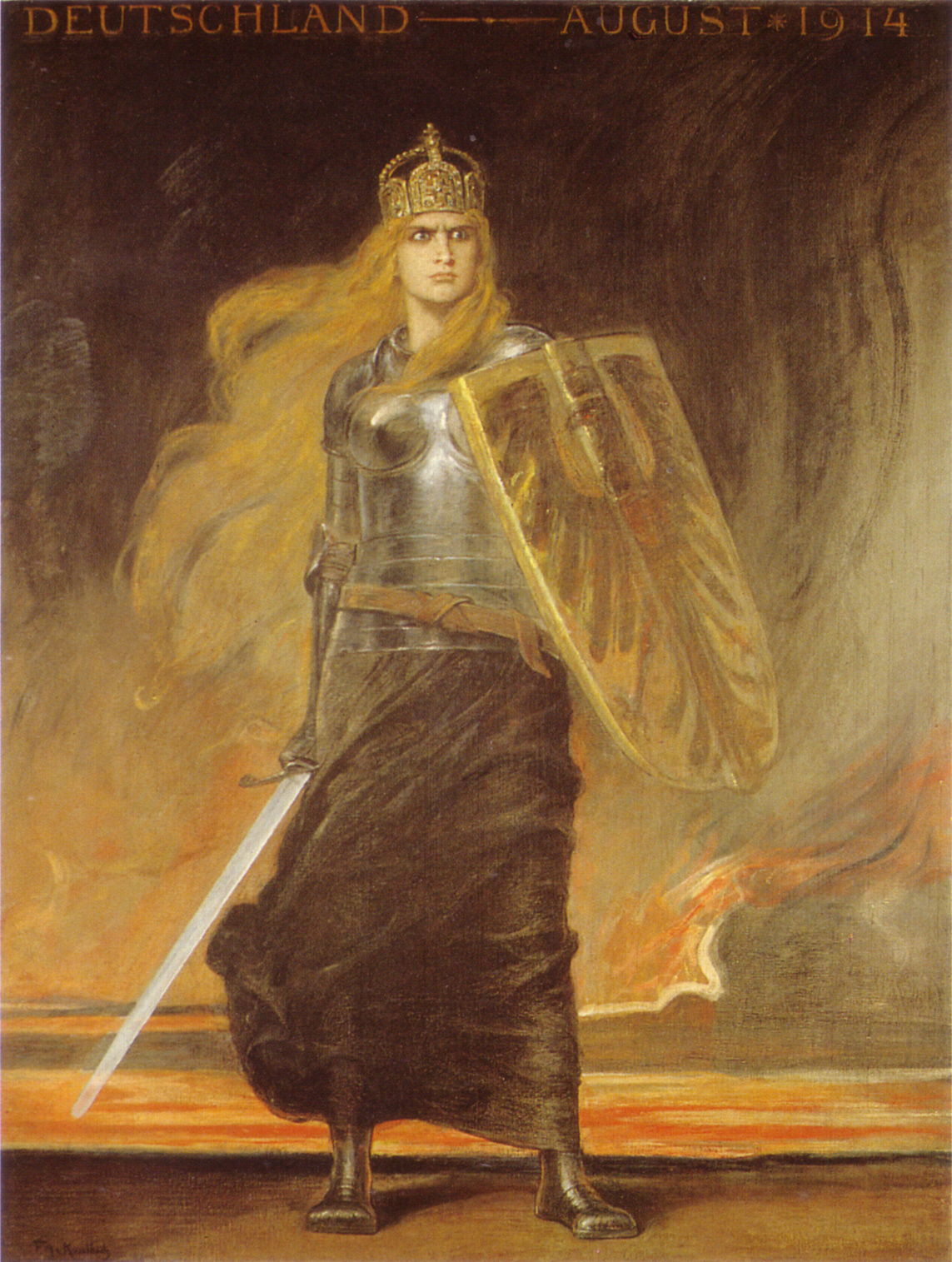
Germania de Friedrich August von Kaulbach (1914). Al comienzo de la Primera Guerra Mundial Kaulbach quiso aportarle belicosidad convirtiéndola en la versión más belicista de Germania.

La aparición de una Germania cada vez más marcial como propaganda de guerra se popularizó aún más en los años 1870 y 1871 (Guerra Franco-Prusiana). Este desarrollo fue en el contexto de la pintura histórica y la pintura monumental de la era de Wilhelmine, en la que Prusia estaba interesada por difundir una historia nacional común en sus posesiones, principalmente en ayuntamientos, castillos, universidades y salones de fama. Los numerosos memoriales de guerra han creado alegorías similares de los cuales el Niederwalddenkmal de Johannes Schilling probablemente se ha convertido en el más popular. En este periodo Germania a menudo se representa como una gloriosa guerrera con armas e insignias imperiales. En a, ella llora la muerte de los soldados alemanes caídos.  Esta representación recuerda la imagen de joven guerrera (valquiria) que querían que proyectase Germania.
En 1895 el emperador Guillermo II fue el autor intelectual de la ilustración de Völker Europas, wahrt eure heiligsten Güter (Pueblos de Europa, defended vuestros bienes más sagrados) que luego fue llevado a cabo por Hermann Knackfuß. El arcángel San Miguel advierte a las alegorías de las principales potencias europeas (además de Germania, puedes ver a las Madre Rusia, Marianne y Britannia, entre otras) del "peligro amarillo", que se representa en el horizonte como un Buda flotante. Friedrich August von Kaulbach pintó a una Germania aún más guerrera en 1914 inspirada en la aguerrida Juana de Arco de la obra de teatro de Friedrich Schiller La doncella de Orleans para retratar la actitud defensiva de Alemania coincidiendo con el guillerminismo al comienzo de la Primera Guerra Mundial.
De 1900 a 1922 el Reichspost publicó una serie de sellos de Germania que la mostraban con una corona de hojas de roble y de perfil.
El 16 de enero de 1935 con motivo de la votación del Sarre, una nueva serie de sellos celebrando la vuelta del Sarre a Alemania unos días después de la votación. En contraste con la figura alegórica de principios de siglo, estos sellos mostraban a una madre retratada de manera realista que toma a su hija en brazos y en la que solo una corona de roble en la cabeza da una pista de que se trata de Germania.

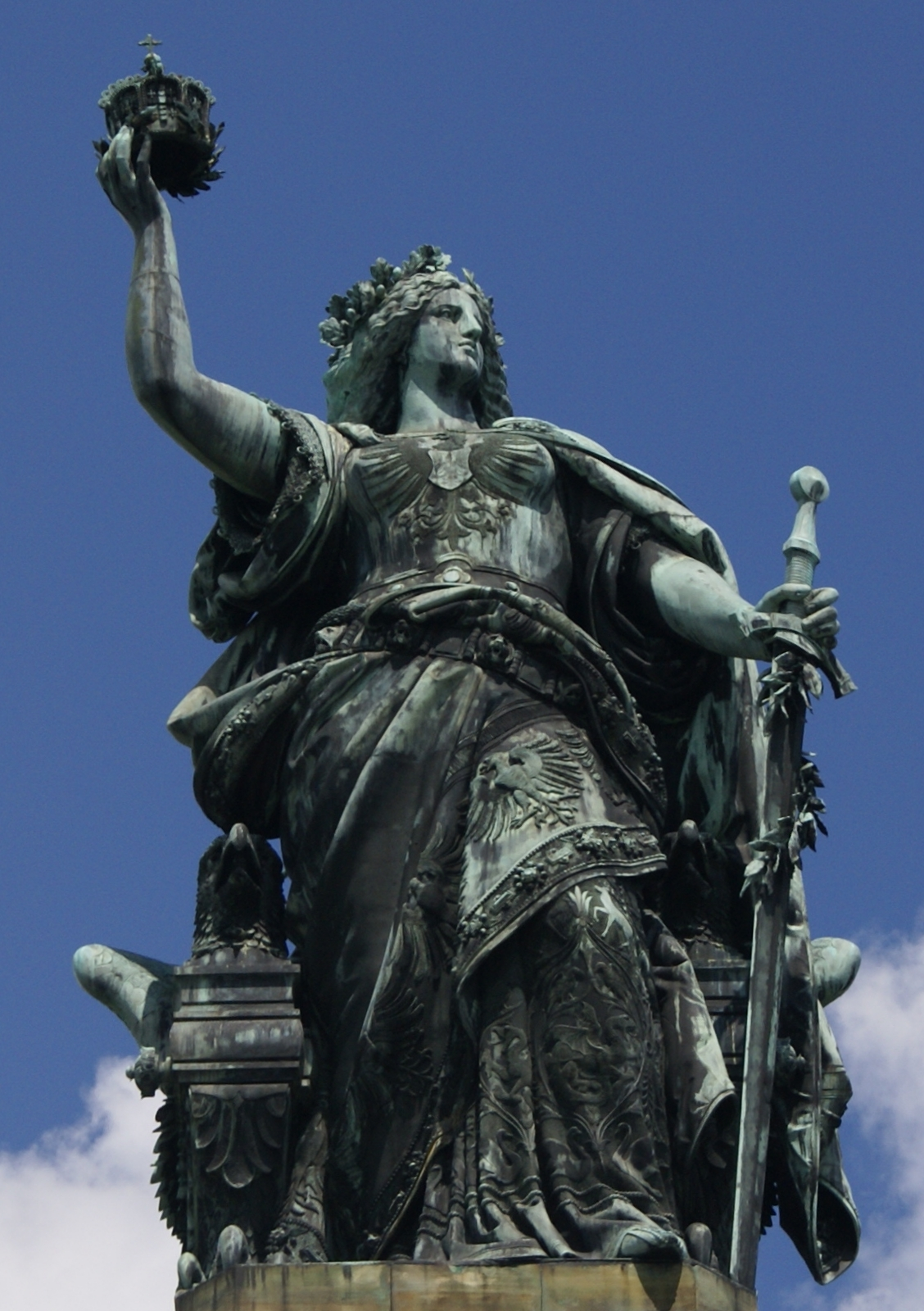
Estatua de Germania del Niederwalddenkmal inaugurada en 1883.
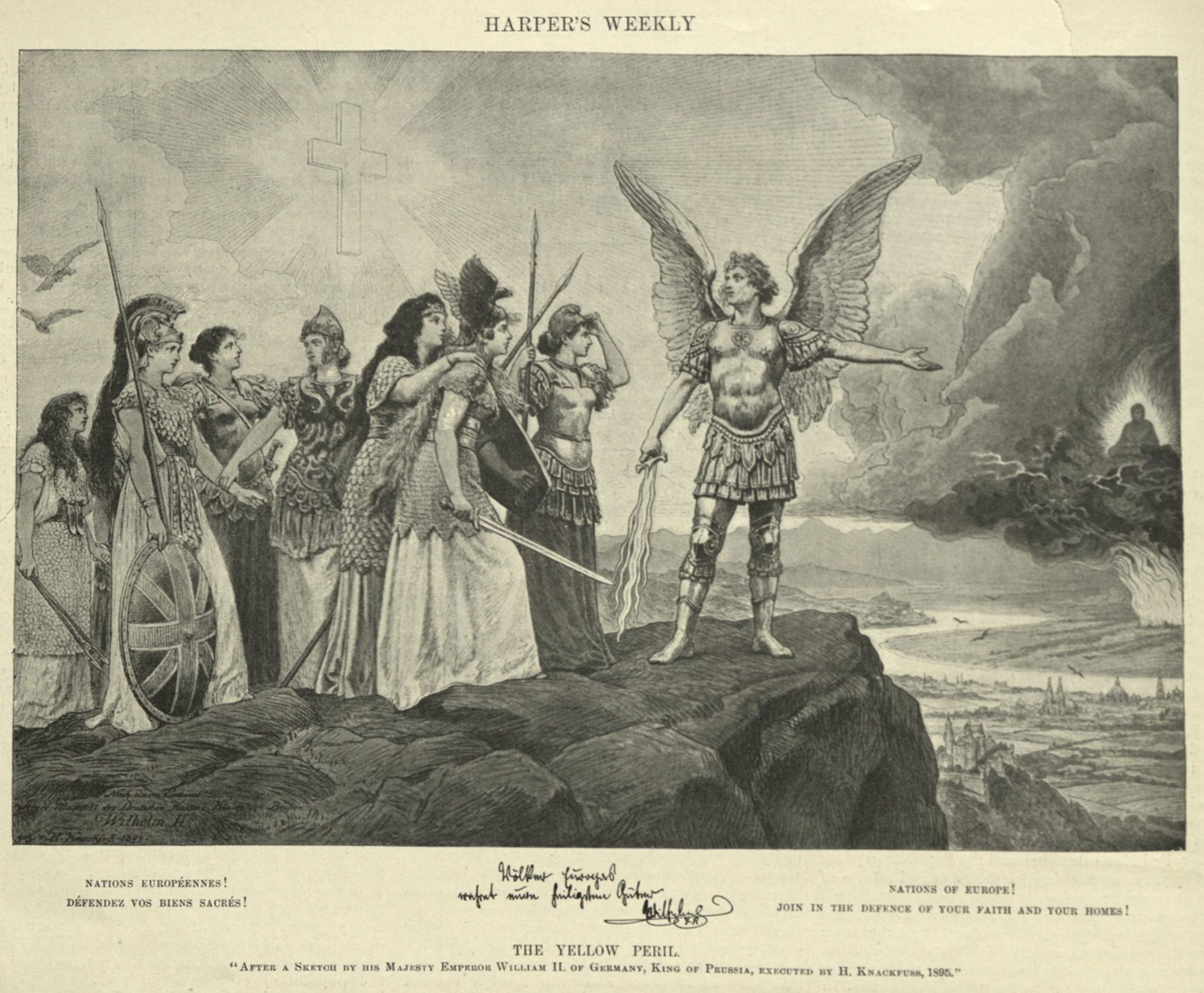
Hermann Knackfuß: Völker Europas, wahrt eure heiligsten Güter.
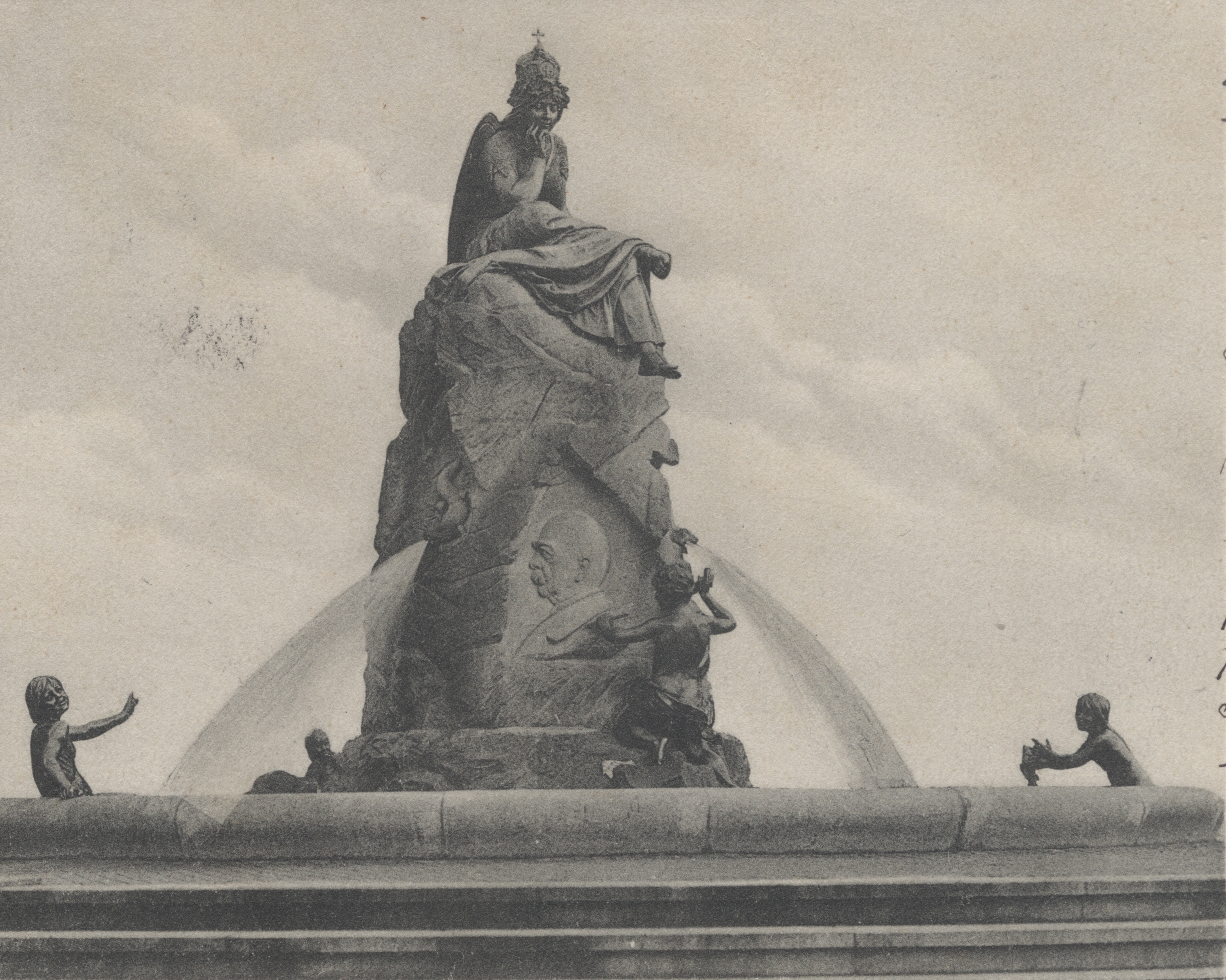
La fuente de Bismarck en Flensburg con Germania inaugurada en 1903 y realizada por Helmuth Schievelkamp.

### SigloXXI
En el día a día del siglo XXI la figura de Germania casi ha perdido su razón de ser. Sin embargo, sin ser percibido conscientemente, a menudo aparece en los nombres propios de los clubes, especialmente las asociaciones de estudiantes y los clubes deportivos, que se fundaron en los siglos XIX y principios del XX.
En el video musical de Deutschland lanzado por la banda Rammstein a fines de marzo de 2019, la figura de Germania está representada de manera destacada. Interpretada por la actriz afroalemana Ruby Commey, Germania aparece en varios episodios de la historia alemana.